# Natividade da Serra
Natividade da Serra este un oraș în São Paulo (SP), Brazilia.